# ICC Trophy 2001
L'ICC Trophy 2001 è stato un torneo mondiale di cricket, valido per poter assegnare gli ultimi tre posti disponibili per la Coppa del Mondo 2003.

## Formula
Le 24 squadre partecipanti sono state divise in 2 divisioni da 2 gruppi ciascuna, ogni gruppo era composto da 6 squadre. Ogni gruppo era un girone all'italiana con partite di sola andata. Le prime tre classificate dei due gruppi di Prima Divisione accedeva direttamente al girone di secondo turno, detto Super League. Le quarte classificate dei gironi di Prima Divisione affrontavano le vincenti dei gironi di Seconda Divisione, le vincenti di questi scontri completavano il quadro della Super League. La Super League consisteva in un nuovo girone all'italiana con partite di sola andata in cui le prime due classificate si contendevano il titolo, mentre la terza e la quarta classificata si contendevano il terzo posto, ultimo utile per la qualificazione alla Coppa del Mondo 2003.

## Fase a gruppi

### Prima Divisione

#### Gruppo A
| Squadra             | Giocate | W | S | Pti | NetRR  |
| ------------------- | ------- | - | - | --- | ------ |
| Paesi Bassi         | 5       | 5 | 0 | 10  | 1.374  |
| Scozia              | 5       | 4 | 1 | 8   | 1.030  |
| Canada              | 5       | 3 | 2 | 6   | 0.724  |
| Emirati Arabi Uniti | 5       | 2 | 3 | 4   | -0.294 |
| Figi                | 5       | 1 | 4 | 2   | -1.362 |
| Singapore           | 5       | 0 | 5 | 0   | -1.851 |

#### Gruppo B
| Squadra            | Giocate | W | S | Pti | NetRR  |
| ------------------ | ------- | - | - | --- | ------ |
| Danimarca          | 5       | 4 | 1 | 8   | 1.636  |
| Stati Uniti        | 5       | 3 | 2 | 6   | 0.187  |
| Irlanda            | 5       | 3 | 2 | 6   | 0.531  |
| Bermuda            | 5       | 3 | 2 | 6   | 0.026  |
| Hong Kong          | 5       | 1 | 4 | 2   | -1.057 |
| Papua Nuova Guinea | 5       | 1 | 4 | 2   | -1.494 |

### Seconda Divisione

#### Gruppo A
| Squadra            | Giocate | W | S | NR | Pti | NetRR  |
| ------------------ | ------- | - | - | -- | --- | ------ |
| Namibia            | 5       | 5 | 0 | 0  | 10  | 3.152  |
| Nepal              | 5       | 4 | 1 | 0  | 8   | -0.382 |
| Germania           | 5       | 3 | 2 | 0  | 6   | -0.772 |
| Gibilterra         | 5       | 2 | 3 | 0  | 4   | -1.632 |
| Italia             | 5       | 0 | 4 | 1  | 0   | 0      |
| Africa Occidentale | 5       | 0 | 4 | 1  | 0   | 0      |

#### Gruppo B
| Squadra                     | Giocate | W | S | Pti | NetRR  |
| --------------------------- | ------- | - | - | --- | ------ |
| Uganda                      | 5       | 5 | 0 | 10  | 1.969  |
| Argentina                   | 5       | 4 | 1 | 8   | -0.700 |
| Malaysia                    | 5       | 3 | 2 | 6   | 0.928  |
| Africa Centrale e Orientale | 5       | 2 | 3 | 4   | 0.473  |
| Francia                     | 5       | 1 | 4 | 2   | -1.516 |
| Israele                     | 5       | 0 | 5 | 0   | -1.006 |

## Super League
Le squadre della prima divisione conservavano i punti maturati negli scontri diretti contro le squadre provenienti dal proprio girone e affrontavano solo le squadre provenienti dall'altro gruppo. La Namibia, provenendo dalla seconda divisione, ha ereditato i punti maturati dalle Bermuda (Indicati con la dicitura Adj)
| Squadra             | Giocate | Vinte | Perse | Adj | Pti | NetRR  |
| ------------------- | ------- | ----- | ----- | --- | --- | ------ |
| Paesi Bassi         | 7       | 6     | 1     | 0   | 12  | 0.675  |
| Namibia             | 7       | 4     | 0     | 2   | 10  | 0.735  |
| Scozia              | 7       | 5     | 2     | 0   | 10  | 0.718  |
| Canada              | 7       | 3     | 4     | 0   | 6   | 0.667  |
| Emirati Arabi Uniti | 7       | 3     | 4     | 0   | 6   | 0.009  |
| Stati Uniti         | 7       | 2     | 5     | 0   | 4   | -0.506 |
| Irlanda             | 7       | 2     | 5     | 0   | 4   | 0.178  |
| Danimarca           | 7       | 2     | 5     | 0   | 4   | 0.392  |

## Finali

### Finale per il III posto
| Data           | Luogo                                                     | In battuta (nel I innings) | Al lancio (nel I innings) | Risultato                        |
| -------------- | --------------------------------------------------------- | -------------------------- | ------------------------- | -------------------------------- |
| 15 luglio 2001 | Toronto Cricket, Skating and Curling Club Toronto, Canada | Scozia 176/9 (50 overs)    | Canada 177/5 (39.5 overs) | CAN vince di 5 wickets Tabellino |

### Finale
| Data           | Luogo                                                     | In battuta (nel I innings) | Al lancio (nel I innings)    | Risultato                        |
| -------------- | --------------------------------------------------------- | -------------------------- | ---------------------------- | -------------------------------- |
| 17 luglio 2001 | Toronto Cricket, Skating and Curling Club Toronto, Canada | Namibia 195/9 (50 overs)   | Paesi Bassi 196/8 (50 overs) | NED vince di 2 wickets Tabellino |